# Lancashire and Yorkshire Railway
Lancashire and Yorkshire Railway (L&YR) a fost o companie importantă de transport feroviar din Marea Britanie. Compania deținea 1.650 de locomotive și a fost prima care a electrificat complet o rută majoră.